# Le Rêve de sainte Ursule
 (novembre 2023).
La mise en forme du texte ne suit pas les recommandations de Wikipédia : il faut le « wikifier ».
Les points d'amélioration suivants sont les cas les plus fréquents. Le détail des points à revoir est peut-être précisé sur la page de discussion.
- Les titres sont pré-formatés par le logiciel. Ils ne sont ni en capitales, ni en gras.
- Le texte ne doit pas être écrit en capitales (les noms de famille non plus), ni en gras, ni en italique, ni en « petit »…
- Le gras n'est utilisé que pour surligner le titre de l'article dans l'introduction, une seule fois.
- L'italique est rarement utilisé : mots en langue étrangère, titres d'œuvres, noms de bateaux, etc.
- Les citations ne sont pas en italique mais en corps de texte normal. Elles sont entourées par des guillemets français : « et ».
- Les listes à puces sont à éviter, des paragraphes rédigés étant largement préférés. Les tableaux sont à réserver à la présentation de données structurées (résultats, etc.).
- Les appels de note de bas de page (petits chiffres en exposant, introduits par l'outil «  Source ») sont à placer entre la fin de phrase et le point final[comme ça].
- Les liens internes (vers d'autres articles de Wikipédia) sont à choisir avec parcimonie. Créez des liens vers des articles approfondissant le sujet. Les termes génériques sans rapport avec le sujet sont à éviter, ainsi que les répétitions de liens vers un même terme.
- Les liens externes sont à placer uniquement dans une section « Liens externes », à la fin de l'article. Ces liens sont à choisir avec parcimonie suivant les règles définies. Si un lien sert de source à l'article, son insertion dans le texte est à faire par les notes de bas de page.
- La présentation des références doit suivre les conventions bibliographiques. Il est recommandé d'utiliser les modèles {{Ouvrage}}, {{Chapitre}}, {{Article}}, {{Lien web}} et/ou {{Bibliographie}}. Le mode d'édition visuel peut mettre en forme automatiquement les références.
- Insérer une infobox (cadre d'informations à droite) n'est pas obligatoire pour parachever la mise en page.

Pour une aide détaillée, merci de consulter Aide:Wikification.
Si vous pensez que ces points ont été résolus, vous pouvez retirer ce bandeau et améliorer la mise en forme d'un autre article.
 (novembre 2023).
Si vous disposez d'ouvrages ou d'articles de référence ou si vous connaissez des sites web de qualité traitant du thème abordé ici, merci de compléter l'article en donnant les références utiles à sa vérifiabilité et en les liant à la section « Notes et références ».

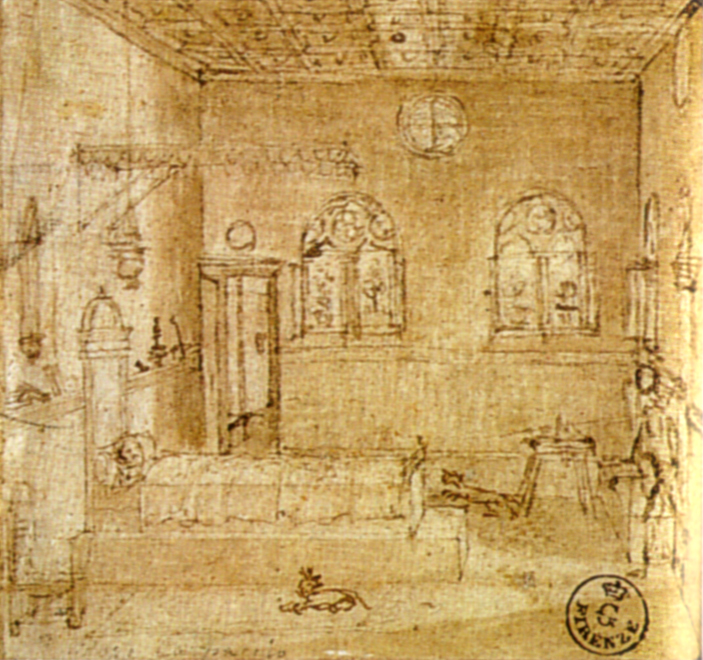
Dessin préparatoire

Le Rêve de sainte Ursule est un tableau de Vittore Carpaccio, signé et daté de 1495, conservé aux  Galeries de l'Académie de Venise. C'est le sixième des épisodes peints pour La Légende de sainte Ursule à la Scuola di Sant'Orsola à Venise ; c'est aussi le sixième du point de vue du développement de l’histoire[réf. nécessaire].

## Description et style
Selon la légende hagiographique, reprise par Carpaccio, la chrétienne sainte Ursule, fille du roi de Bretagne, accepta d'épouser le prince païen d'Angleterre, à condition qu'il se convertisse à Rome. Lors du voyage de retour, dans la ville de Cologne, les pèlerins furent martyrisés par les Huns (en réalité le mari de la princesse, identifiable au souverain Conan Mériadec, après le célébration de leur mariage à Rome, retourna seul dans son pays natal, sans pour autant être tué à Cologne).
Le présage du destin tragique rejoint Ursule à Rome, alors qu'elle repose dans un lit double laissé intact du côté du marié (absent dans la chambre) : en effet, un ange lui apparaît en rêve, avec la palme du martyre. Celle-ci est la seule toile du cycle sans choralité[Quoi ?], représentant uniquement Ursule, l'ange et un petit chien.
L'intérieur de la chambre, représenté dans les moindres détails, fait référence à la tradition italienne, tandis que le goût pour l'utilisation de différentes sources lumineuses est un héritage évident de la peinture flamande. Ursule dort dans un lit à caissons médiéval typique, c'est-à-dire surélevé par un sommier en bois dans lequel se trouvaient des coffres pour ranger les objets du kit[Quoi ?]. Le lit est richement décoré de dorures, repose sur un tapis d'Orient exotique (sur lequel se trouvent les sabots) et est surmonté d'un baldaquin, tandis que la tête de lit a une forme architecturale, avec des fils suspendus de corail rouge, amulette apotropaïque très ancienne. La couronne de la princesse est placée sur le sommier du lit.
Dans le reste de la pièce se voit une chaise, un cadre suspendu, contenant probablement une image sacrée de dévotion privée à laquelle est attaché un bougeoir avec une bougie allumée et une fiole d'eau bénite, un portail finement décoré d'un Hercule sur la cimaise, une fenêtre à meneaux avec des pots de fleurs sur le rebord de la fenêtre donnant sur la clôture en roseaux d'un jardin, un tabouret devant une petite table avec des livres et un sablier, une armoire ouverte avec d'autres livres, un oculus avec le typique « fond de bouteille » en verre au plomb et, enfin, au-dessus de la porte, une autre statuette antique figurant Vénus. Les symboles sont nombreux : le myrtus et les œillets dans les vases évoquent l'amour terrestre et divin, le petit chien au pied du lit symbolise la fidélité conjugale, tandis que l’inscription « diva de bon augure » (« les annonces divines sont propices ») sous la statue d'Hercule indique le caractère rédempteur du message divin.